# 고촌읍
고촌읍(高村邑)은 경기도 김포시의 읍이다. 시내동에 붙어 김포시의 남동부에 위치한다. 특히 김포시의 지리적 특성상 반대편 양평군과 마찬가지로 경기도 남부와 북부를 모두 포함하는 특성으로 보았을 때, 고촌읍은 지리적으로 김포시내 경기남부에 속한다.

## 지리
김포시에서 유일하게 서울특별시와 같이 붙어 있는 지역으로, 경인 아라뱃길과 한강을 경계로 하는 지역이기도 하며 서울과도 밀접한 곳이다. 또한 고양교통의 1001번 직행좌석버스를 중간에 경유하며, 예로부터 서울과 김포, 검단, 강화도 등을 이어주는 국도 제48호선의 전용 도로인 김포대로의 만성 정체 및 병목 현상이 매우 심한 특성을 두고 있는 것으로 보인다.

## 법정리
- 향산리(香山里)
- 풍곡리(楓谷里)
- 태리(台里)
- 신곡리(新谷里)
- 전호리(錢湖里)

## 교육
- 금란초등학교
- 고촌초등학교
- 신곡초등학교
- 보름초등학교
- 향산초등학교
- 고촌중학교
- 신곡중학교
- 향산중학교
- 고촌고등학교
- 크리스찬중고등학교

## 교통
- 항구 : 경인항
- 철도 : 김포 도시철도 - 고촌역
- 고속도로 : 수도권제1순환고속도로 (김포 나들목), 인천국제공항고속도로 (김포공항 나들목을 통해 간접 접속 가능)
- 국도 : 국도 제39호선 (벌말로), 국도 제48호선 (김포대로)
- 교량 : 김포대교 (고양시 덕양구 토당동까지 직결)

## 쇼핑 시설
- 김포현대프리미엄아울렛

## 주거

### 아파트
| 단지명                         | 건설사              | 시행사                            | 주소                       | 입주        | 비고 |
| ------------------------------ | ------------------- | --------------------------------- | -------------------------- | ----------- | ---- |
| 등촌마을 청구                  | ㈜청구              | ㈜청구                            | 인향로 16 (신곡리)         | 2000년 12월 |      |
| 오룡마을 한화                  | 한화건설            | 한화건설                          | 수기로 8 (신곡리)          | 2002년 11월 |      |
| 숲속마을 대우                  | 대우산업개발        | ㈜서원건설                        | 고송로 17 (신곡리)         | 2000년 11월 |      |
| 강변마을 청도솔리움            | 청도건설㈜          | 청도건설㈜                        | 신곡로 33 (신곡리)         | 2006년 9월  |      |
| 강변마을 동일하이빌            | 동일토건㈜          | 동일토건㈜                        | 신곡로3번길 34-16 (신곡리) | 2006년 9월  |      |
| 강변마을 동부센트레빌          | 동부건설            | 동부건설                          | 신곡로3번길 34-38 (신곡리) | 2006년 11월 |      |
| 수기마을 힐스테이트 1단지      | 현대건설            | 현대건설                          |                            |             |      |
| 수기마을 힐스테이트 2단지      | 현대건설            | 현대건설                          |                            |             |      |
| 수기마을 힐스테이트 3단지      | 현대건설            | 현대건설                          |                            |             |      |
| 힐스테이트 리버시티 1단지      | 현대건설            | 현대건설                          |                            |             |      |
| 힐스테이트 리버시티 2단지      | 현대건설            | 현대건설                          |                            |             |      |
| 고촌 캐슬앤파밀리에 시티 1단지 | 롯데건설 신동아건설 | ㈜아시아신탁                      |                            |             |      |
| 고촌 캐슬앤파밀리에 시티 2단지 | 롯데건설 신동아건설 | ㈜아시아신탁                      |                            |             |      |
| 고촌 센트럴자이                | ㈜지에스건설        | 한국투자부동산신탁㈜ ㈜일레븐건설 |                            |             |      |
| 고촌 우방아이유쉘              | 우방산업㈜          | 티케이케미칼㈜                    |                            | 2014년 11월 |      |
| 고촌행정타운 한양수자인        | ㈜한양              | 김포도시공사                      |                            |             |      |

## 간선 도로

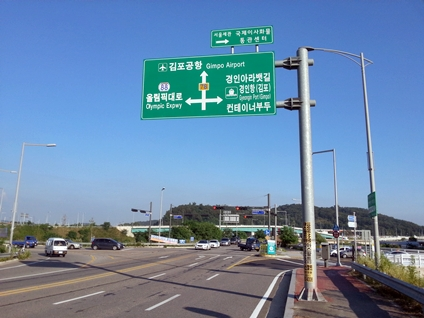
금포로·아라육로 교차로

| 구분 | 도로 이름 |
| ---- | --- |
| 대로 | 김포대로 |
| 로   | 황어로, 고송로, 금파로, 선수로, 수기로, 신기신동로, 은행영사정로, 장차로, 전호로, 태리로, 풍곡로, 풍굴로, 황색로, 금포로, 벌말로, 상미로, 신곡로, 이화남로, 이화북로, 인향로, 장곡로, 개화동로, 유현2로, 아라육로, 사우중로 |
| 길   | 당산길, 평리길 |